# Сакро-Куоре-ди-Джезу-а-Кастро-Преторио (титулярная диакония)
Титулярная диакония Сакро-Куоре-ди-Джезу-а-Кастро-Преторио (лат. Diaconia Sacratissimi Cordis Iesu ad Castrum Praetorium) — титулярная церковь была создана Папой Павлом VI 5 февраля 1965 года апостольской конституцией Almae Urbis templa. Титулярная диакония принадлежит базилике Сакро-Куоре-ди-Джезу-а-Кастро-Преторио, расположенной в районе Рима Кастро-Преторио, на виа Марсала, недалеко от вокзала Термини.

## Список кардиналов-дьяконов и кардиналов-священников титулярной диаконии Сакро-Куоре-ди-Джезу-а-Кастро-Преторио
- Максимильен де Фюрстенберг — титулярная диакония pro illa vice (29 июня 1967 — 22 сентября 1988, до смерти);
- Джованни Сальдарини — титулярная диакония pro illa vice (28 июня 1991 — 18 апреля 2011, до смерти);
- Джузеппе Версальди (18 февраля 2012 — 4 марта 2022), титулярная диакония pro hac vice (4 марта 2022 — по настоящее время).